# Malinówka Mała
Malinówka Mała (deutsch Klein Malinowken, 1938 bis 1945 Kleinschmieden) ist ein kleiner Ort in der polnischen Woiwodschaft Ermland-Masuren, der zur Gmina Ełk (Landgemeinde Lyck) im Powiat Ełcki (Kreis Lyck) gehört.

## Geographische Lage
Malinówka Mała liegt am Südufer des Laszmiaden Sees (1938 bis 1945 Laschmieden See, polnisch Jezioro Łaśmiady) im Osten der Woiwodschaft Ermland-Masuren, zehn Kilometer nordwestlich der Kreisstadt Ełk (Lyck).

## Geschichte
Gegründet wurde Klein Malinowken, das nach 1785 auch Klein Mallinowken geschrieben wurde, im Jahre 1557. Im Jahr 1874 wurde der Gutsort in den neu errichteten Amtsbezirk Stradaunen (polnisch Straduny) eingegliedert, der zum Kreis Lyck im Regierungsbezirk Gumbinnen (ab 1905: Regierungsbezirk Allenstein) in der preußischen Provinz Ostpreußen gehörte.
Im Jahre 1910 zählte der Gutsbezirk Klein Malinowken 45 Einwohner.
Aufgrund der Bestimmungen des Versailler Vertrags stimmte die Bevölkerung im Abstimmungsgebiet Allenstein, zu dem Klein Malinowken gehörte, am 11. Juli 1920 über die weitere staatliche Zugehörigkeit zu Ostpreußen (und damit zu Deutschland) oder den Anschluss an Polen ab. In Klein Malinowken stimmten 20 Einwohner für den Verbleib bei Ostpreußen, auf Polen entfielen keine Stimmen. Am 30. September 1928 verlor Klein Malinowken seine Eigenständigkeit und wurde in den Nachbarort Groß Malinowken (polnisch Malinówka Wielka) eingemeindet. 
Am 3. Juni 1938 wurde Klein Malinowken in „Kleinschmieden“ umbenannt.
In Kriegsfolge kam der Ort 1945 mit dem gesamten südlichen Ostpreußen zu Polen und trägt seither die polnische Namensform „Malinówka Mała“. Gemeinsam mit Malinówka Wielka gehört er heute zum Schulzenamt (polnisch sołectwo) Malinówka und damit zum Verbund der Gmina Ełk (Landgemeinde Lyck) im Powiat Ełcki (Kreis Lyck), vor 1998 der Woiwodschaft Suwałki, seitdem der Woiwodschaft Ermland-Masuren zugehörig.

## Religionen
Klein Malinowken war bis 1945 in die evangelische Kirche Stradaunen in der Kirchenprovinz Ostpreußen der Kirche der Altpreußischen Union und in die katholische Pfarrkirche Lyck im Bistum Ermland eingepfarrt.
Heute gehört Malinówka Mała zur katholischen Pfarrei Straduny im Bistum Ełk der Römisch-katholischen Kirche in Polen. Die evangelischen Einwohner halten sich zur Kirchengemeinde in Ełk, einer Filialgemeinde der Pfarrei Pisz (Johannisburg) in der Diözese Masuren der Evangelisch-Augsburgischen Kirche in Polen.

## Verkehr
Malinówka Mała liegt an einer Nebenstraße, die bei Straduny (Stradaunen) von der polnischen Landesstraße 65 (einstige deutsche Reichsstraße 132) abzweigt und über Bałamutowo (Ballamutowen, 1934 bis 1945 Giersfelde) nach Stare Juchy (Jucha, 1938 bis 1945 Fließdorf) führt. 